# Шите-Ланц Dr.I
Шите-Ланц Dr.I је једноседи немачки ловачки авион који је производила фирма Шите-Ланц. Први лет авиона је извршен 1917. године. 

Највећа брзина авиона при хоризонталном лету је износила 192 km/h.
Распон крила авиона је био 8,00 метара, а дужина трупа 6,26 метара. У наоружању су била два синхронизована митраљеза ЛМГ 08/15 Шпандау (LMG 08/15 Spandau) калибра 7,92 mm.

## Наоружање
| Наоружање авиона: Шите-Ланц    |      |
| Ватрено (стрељачко) наоружање  |      |
| Топ                            |      |
| Митраљез                       |      |
| Број и ознака митраљеза        | 2    |
| Калибар                        | 7,92 |
| Бомбардерско наоружање (бомбе) |      |
| Ракетно наоружање (ракете)     |      |